# Chrysometa linguiformis
Chrysometa linguiformis là một loài nhện trong họ Tetragnathidae.
Loài này thuộc chi Chrysometa. Chrysometa linguiformis được miêu tả năm 1930 bởi Franganillo.